# Монгольская национальная революция
Монгольская национальная революция или Национальная революция 1911 года во Внешней Монголии (монг. 1911 оны Үндэсний эрх чөлөөний хувьсгал) — конфликт, руководимый высшей халхаской знатью при поддержке Российской империи, положивший конец двухвековой зависимости Халхи от китайской империи Цин. В результате было создано независимое государство во главе с теократическим монархом Богдо-ханом.

## Предпосылки

### Экономические
К началу XX века Халха, находившаяся под властью империи Цин, переживала экономический кризис, спровоцированный китайским восстанием тайпинов (1850—1864). Потеря налогов с охваченного восстанием Южного Китая и значительные расходы имперской казны на его подавление заставили Пекин взимать налоги с монголов не скотом, как это было заведено, а серебром. Основным же источником серебра у монголов были займы у китайских ростовщиков. Займы и высочайшие проценты по ним выплачивались скотом, перепродававшимся купцами в Китай. Как результат, катастрофически (практически вдесятеро) сократилось поголовье скота, составлявшего основу жизнеобеспечения для кочевого населения Халхи; так, например, поголовье одного из крупнейших феодалов Халхи — Богдо-гэгэна, с миллиона голов в 1861 году к 1909 году сократилось до 12 тыс. Общая численность крупного рогатого скота в стране оценивалась всего примерно в 1,5 млн голов.

### Политико-административные
В начале XX века империя кардинально сменила собственную политику в отношении Халхи, направленную на культурно-национальную изоляцию региона от ханьского Китая. После ряда внешне- и внутриполитических коллизий, как то: германская оккупация Шаньдуна, поражение Японо-китайской войне 1894—1895 годов, Ихэтуаньского восстания и последовавшего захвата Российской империей Ляодунского полуострова и далее — всей Маньчжурии, имперская администрация стала проводить в действие ряд масштабных экономических, политических и военных реформ модернизационного характера, известных как «новая политика» (Xin zheng).
Во Внешней Монголии модернизация была сопряжена с культурной ассимиляцией Халхи, которую предполагалось использовать как заслон от Российской империи с севера. В период с 1901 по 1910 год был проведён ряд соответствующих реформ: отменены старые запреты китайцам селиться в Халхе и монголам разговаривать по-китайски, а также разрешены межнациональные китайско-монгольские браки.
В начале 1910 года Пекин назначил маньчжура Сандо наместником императора во Внешней Монголии. Прибыв в Ургу, Сандо немедленно начал приводить в действие «новую политику»: было организовано десять служб по надзору за войсками, налогообложением, торговлей, правительством и др. Были составлены планы колонизации Монголии китайскими земледельцами. В январе 1911 года в Ургу прибыл полковник Тан Цзайли, занявшийся реорганизацией монгольской армии, доля монголов в которой должна была составить лишь 50 %; близ Урги были построены казармы для 4 сотен китайской пехоты. Бескомпромиссная политика новой администрации вызывала протесты монгольского населения, однако его призывы не менять старых порядков результатов не давали.

## Антикитайские выступления

Тогтохо-гун и его начальник штаба

Одной из ключевых фигур, воплощающих антикитайские настроения монголов, вскоре после своего прибытия в Ургу в 1875 году оказался молодой Богдо-гэгэн VIII. В 1882 году он представил на имя цинского императора Гуансюя доклад, в котором потребовал переезда китайского торгового квартала Урги за город, обосновывая это требованиями удалённости буддийских монастырей от торговцев. Китайские власти пошли на уступки и удалили торговцев от монастыря. Богдо-гэгэн активно протестовал против повышения налогов ургинским амбанем Дэ Лином, отказывался от встречи с ним и в конце концов добился его отставки. Последовательные антикитайские акции молодого Богдо-гэгэна даже вызвали попытку цинских властей физически устранить неугодного иерарха посредством отравления.
В 1890 году в Монголии появился калмык Джа-лама, называвший себя воплощением Амурсаны, вождя антикитайского восстания XVIII века, и призывавший к освобождению Монголии от китайцев, за что неоднократно подвергался арестам. В 1900-х годах в Монголии появились первые антикитайские партизанские отряды. В 1910 году Джа-лама в Юго-западной Монголии собрал под своим знаменем несколько тысяч человек.
В течение месяца после прибытия Сандо в 1910 году в одной из китайских плотницких мастерских Урги случилась драка между несколькими ламами и китайцами. Когда Сандо прибыл в центральный ургинский монастырь, Гандантэгченлин, для ареста виновных, ламы закидали его отряд камнями, чем вынудили его отступить. В ответ на требование о выдаче зачинщика беспорядка, одного из учителей Богдо-гэгэна, последний ответил твёрдым отказом. В конечном итоге Сандо наложил на Богдо-гэгэна денежный штраф, уволив главу Шабинского ведомства Бадамдоржа. За этим последовала безуспешная петиция монгольского населения к цинскому правительству об отставке Сандо.
Один из монгольских дворян, баргут Тогтохо-тайджи, поднял антикитайское восстание в 1907—1910 годах, которое началось в хошуне Южный Горлос в Восточной Монголии. После поражения восстания Тогтохо ушёл в Халху и попытался поднять на восстание местных монголов, но это не удалось. Он ушёл обратно во Внутреннюю Монголию, потом в западную Маньчжурию. Здесь он разбил китайцев, в 1911 году ушёл в столицу Халхи, потом с разрешения российских властей — в Забайкалье.

## Ход революции

### Делегация в Российскую империю
Весной 1911 года монгольская знать убедила Богдо-гэгэна созвать съезд для обсуждения провозглашения независимости. Формальным поводом к собранию послужил июльский праздник Надом, во время которого было предложено обсудить перераспределение налогов по хошунам. Съезд собрался 10 июля, и Богдо-гэгэн прямо поставил перед князьями вопрос об их намерениях относительно «новой политики». Восемнадцать из них отказались от подчинения Китаю и позднее, встретившись за городом, приняли решение объявить о независимости страны. В Санкт-Петербург была отправлена делегация во главе с Сайн-Нойон-ханом Намнансурэном искать поддержки у российского правительства. Письмо к российским властям подписал сам Богдо-гэгэн, а также три халхаских хана: Сэцэн-хан Навааннэрэн, Сайн-Нойон-хан Намнансурэн и Тушэту-хан Дашням; оно включало просьбу о помощи против Китая, включая военную, в обмен на русские концессии в Монголии.
15 августа делегация прибыла в российскую столицу и на следующий день была принята министром иностранных дел Сергеем Сазоновым. Российская империя предпочла не полную независимость Монголии, а вариант автономии в составе империи Цин. Для защиты возвращающейся делегации была увеличена российская консульская охрана в Урге.
Российский консул в Пекине уведомил цинское правительство о факте делегации, недовольной китайской колонизацией, административными реформами и увеличением военного присутствия Китая в Халхе. Было объявлено, что Россия не может не быть обеспокоена положением соседнего региона, и сделано предупреждение о возможных последствиях игнорирования требований монголов. Узнав о делегации, ургинский амбань Сандо немедленно вызвал к себе главу Шабинского ведомства Богдо-гэгэна, Эрдэнэ-шандзодбу, и потребовал объяснений. Шандзодба, настаивая на своей непричастности к заговору, раскрыл Сандо планы монгольской знати. Амбань потребовал от Богдо-гэгэна отозвать запрос российскому правительству о введении русских войск в Халху; тот выразил согласие, однако потребовал отмены «новой политики» в Халхе. В ответ на запрос из Пекина в Ургу телеграфировали, что в некоторых частях её можно временно отложить.
Сандо приказал ургинской знати подписать заявление, что лишь некоторые из них ответственны за отправку делегации. Те сделали такое заявление, однако лишь устно. Сандо запретил монголам какие-либо сношения с российским консульством в Урге, угрожая в противном случае дополнительно ввести пять сотен пехоты в Ургу и увеличить её китайское население. Чтобы уведомлять амбаня о визитах русских к Богдо-гэгэну и предотвращать их, вокруг дворца Богдо-гэгэна были организованы китайские караулы, а к границе были высланы войска для перехвата возвращающейся делегации.

### Низложение ургинского амбаня
В начале октября в Ургу стали прибывать российские войска. Богдо-гэгэн, под давлением Сандо, обещал сообщить российскому правительству, что необходимости в этом нет, однако российский контингент в Урге рос и далее.
10 октября в Китае вспыхнуло антиманьчжурское Учанское восстание, переросшее в масштабные антиимперские волнения по всей стране. Сандо, чувствуя неустойчивость своего положения, просил об отставке, но получил из Пекина отказ. Тем временем тайно вернулась делегация Сайн-Нойон-хана и доложила о результатах высшей знати и духовенству, которые составили обращение к Богдо-гэгэну, выражающее необходимость независимости от маньчжурской династии, более не влияющей благотворно на монгольскую веру и государство. Богдо-гэгэн огтветил указом (монг. зарлиг), благодарившим составителей обращения и предписывающим монгольским родам (монг. овогтон) объединиться в единое собственное государство (монг. улс).
Высшая монгольская знать сформировала Временное правительство Халхи. 28 ноября была объявлена мобилизация по 1 тыс. солдат от каждого от четырёх аймаков страны. Практически сразу же около 500 чел. собралось в Ургу из соседних хошунов. Двумя днями позже Сандо получил письмо за подписями халхаской знати и духовенства, которое утверждало, что в Китае процветает сепаратизм, и что гоминьдановские революционные войска готовят поход на Ургу из Внутренней Монголии. Далее утверждалось, что, дабы халхасы снискали в будущем благоволение императора, Богдо-гэгэн приказал собрать 4 тыс. всадников для защиты императорской власти в Пекине. Сандо должен был обеспечить их вооружением и довольствием. На ответ Сандо давалось три часа, но ответа не последовало. Тогда в резиденцию Сандо явилась монгольская делегация и объявила о независимости от Китая и о коронации Богдо-гэгэна как монгольского императора. Сандо было признал, что результаты его правления оказались плачевны из-за его глупости, и обещал выступать за автономию Монголии в Пекине, однако монголы сообщили ему, что они пришли лишь объявить о решении, а не обсуждать его. Сандо было приказано покинуть пределы новой страны в течение суток.

### Выдворение китайцев из Халхи
На следующий день 150 остававшихся в Урге китайских солдат, не дезертировавших из-за отсутствия жалования, были разоружены монгольским ополчением и русскими казаками. Сам Сандо перебрался в российское консульство, и 5 декабря под защитой русского эскорта выехал в Маньчжурию, в Мукден. Некоторые китайские лавки в Урге были разграблены и сожжены; китайцы бежали из столицы, боясь расправ со стороны монголов. Китайская администрация также начала покидать страну. В январе 1912 года военный губернатор Улясутая со свитой и охраной выехал в сопровождении русских казаков; однако губернатор Ховда решил остаться, надеясь на подкрепления из Синьцзяна. Городская гарнизонная крепость Ховда была взята 6 августа 1912 года в ходе штурма, руководимого Джа-ламой, а сам амбань, охраняемый казаками, выехал из Халхи. В целом, в четырёх аймаках гражданское китайское население не подвергалось преследованиям, в отличие от отдельных районов — Ховда и Шара-сумэ. Есть сведения, что оставшимся в Монголии китайцам было предложено принять буддизм школы гелуг.

### Интронизация Богдо-гэгэна и первые реформы

Флаг независимой Монголии

1 декабря Временное правительство Халхи издало манифест за подписью Богдо-гэгэна, официально объявляющий отмену цинского правления и провозглашающий теократию во главе с Богдо-гэгэном. Сам Богдо-гэгэн 29 декабря был возведён на монгольский престол под титулом Богдо-хан «Многими возведённый» (монг. Олноо өргөгдсөн; Олноо өргөмжлөгдсөн; этот титул использовался и как девиз правления). Столица (монг. Их хүрээ — великий монастырь) была переименована в Нийслэл хүрээ — «столичный монастырь». Была воссоздана печать великого хана, — знак высшей государственной власти. Легитимность власти Богдо-гэгэна опиралась на традиционную систему ценностей, общенародную поддержку, политический и духовный авторитет, представляя сочетание традиционной и харизматической моделей легитимности власти. 
Правительство ханства было организовано в пять министерств. Был объявлен ряд реформ: военная, налоговая и геральдическая (созданы национальные флаг и герб). Все долги монголов китайскому ростовщичеству были отменены.

## Известные деятели Монгольской национальной революции
| Намнансурэн | Максаржав | Ханддорж | Бадамдорж | Дамдинсурэн | Дамдинбазар |

## Итоги

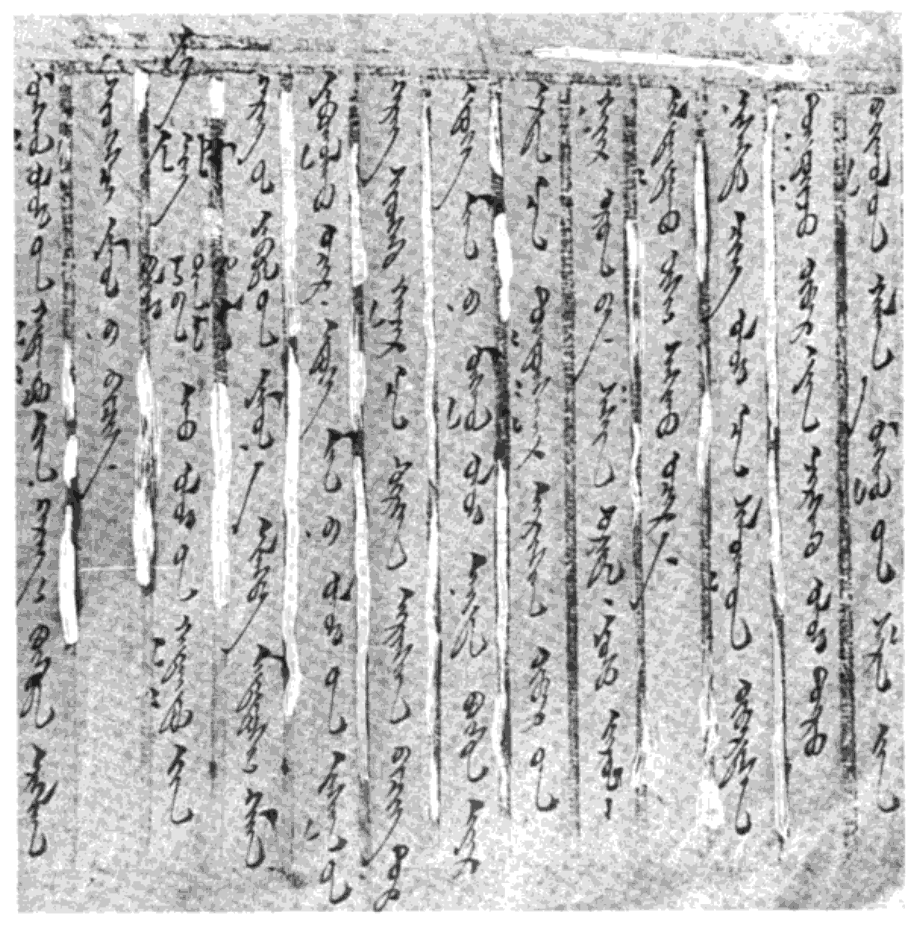
Письмо главы монгольского МИДа к главам европейских государств с уведомлением о независимости (18 ноября 1912 года)

Монгольская национальная революция произошла под влиянием комплекса как внешних, так и внутренних факторов, как-то провоцируемый культурной политикой цинской администрации рост национализма. При понимании смены общественного строя как неотъемлемого компонента революции , рассматриваемые события будут не революцией (так как общественный строй не изменился), а успешным национально-освободительным движением. Роль Российской империи была положительной, но определяющего влияния на ход событий не оказала. В результате революции 1911 г. Внешняя Монголия обрела фактическую независимость от империи Цин и Китайской Республики, продолжавшей претендовать на всю территорию бывшей империи. Богдо-ханская Монголия просуществовала до 1924 года.